# الكونتلا
الكونتلا أو الكونتلة هي قرية تتبع مركز نخل، كانت محطة قديمة تقع عند مفترق طرق شرق شمال سيناء، عند الحوض العلوي لوادي الجرافي على بعد 5 كم من الحدود المصرية-الإسرائيلية. كان المفترق يربط درب الغاز (الطريق من إيلات إلى غزة والعريش) بدرب الحج المصري. وبالقرب من المحطة كان يوجد بئر مملوءة بالماء. وقد عُثر على آثار ترجع للفترة البيزنطية في المنطقة. خلال الاحتلال البريطاني، تأسس مركز للشرطة في الموقع وأثناء الحكم المصري كانت هناك قاعدة عسكرية في الموقع. خلال سنوات الصراع العسكري بين إسرائيل ومصر، شهدت الكونتيلا عدداً من الاشتباكات بين الجيش الإسرائيلي والجيش المصري. والكونتيلا ليست بعيدة عن كونتيلة عجرود. وللتمييز بين الاثنين، يسمي السكان المحليون الكونتيلا باسم «كونتيلة الجرافي».

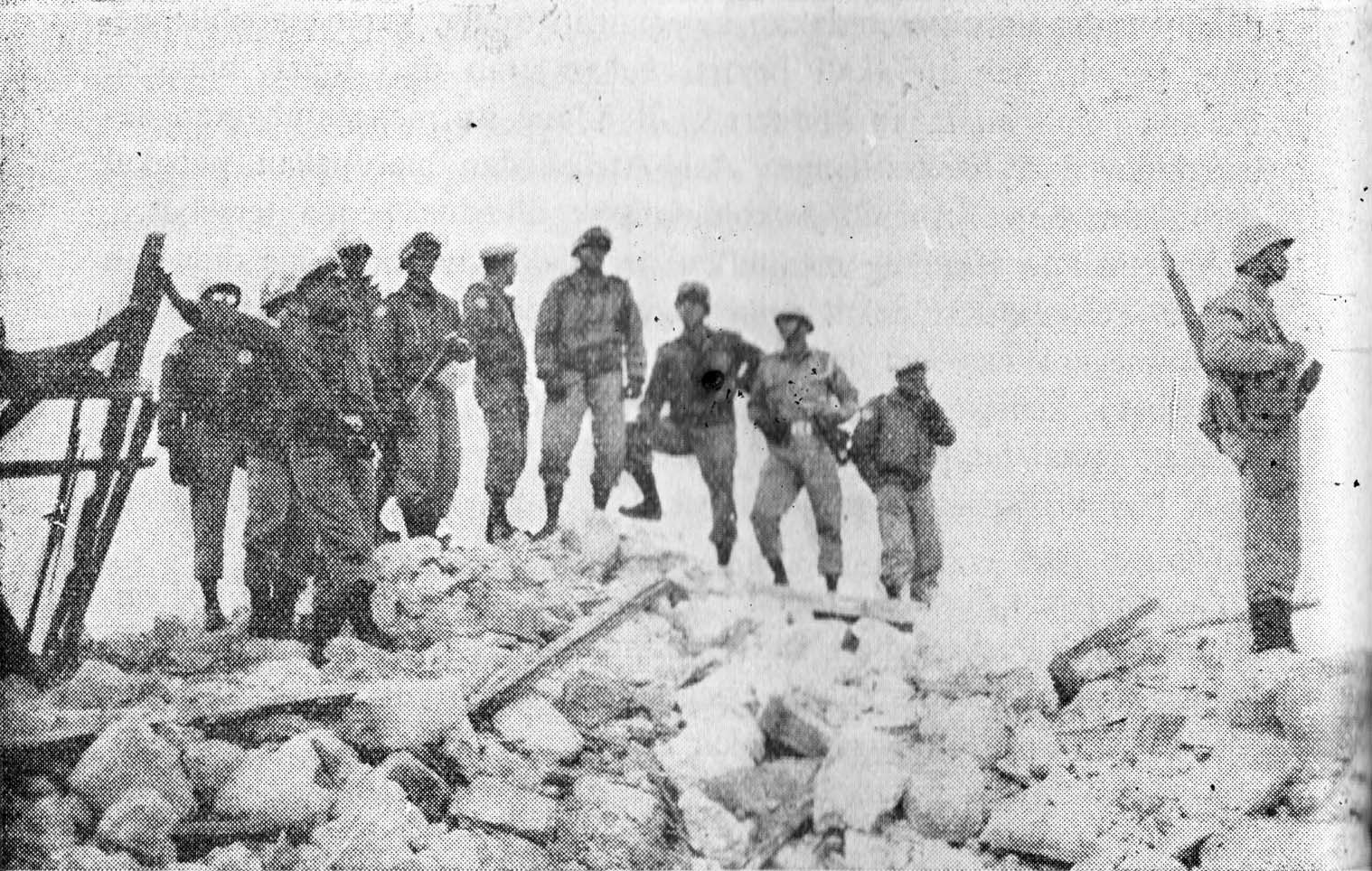
جنود إندونيسيون من قوة الطوارئ الدولية فوق حطام قسم الكونتيلا عقب الانسحاب الإسرائيلي من سيناء، 1957